# آگوستبوردهورن
آگوستبوردهورن (به لاتین: Augstbordhorn) یک کوه در سوئیس است که در کانتون وله واقع شده‌است. آگوستبوردهورن ۲٬۹۷۱ متر بالاتر از سطح دریا واقع شده‌است.